# Ian Wilson (saggista)
Ian Wilson (Londra, 30 marzo 1941) è un saggista britannico.

## Biografia
Ian Wilson è nato a Clapham e ha studiato storia moderna a Oxford al Magdalen College e si è laureato nel 1963. Conclusi gli studi, ha lavorato per diversi anni nel settore della gestione aziendale. Convertitosi al cattolicesimo nel 1972, ha cominciato a studiare la Sindone di Torino e in seguito alla pubblicazione sulla rivista The Catholic Herald di un suo articolo sull'argomento, è stato contattato da un editore che gli ha chiesto di scrivere un libro. Nel 1979 ha pubblicato il libro The Shroud of Turin, che ha avuto un grande successo di vendite ed è stato tradotto in diverse lingue. Dopo il successo editoriale, Wilson ha deciso di dedicarsi a tempo pieno alla scrittura. Nel 1984 ha pubblicato un altro libro di successo, Jesus: The Evidence e ha preso parte all'omonima serie televisiva in tre puntate trasmessa dall'emittente britannica Channel 4.
Wilson ha scritto numerosi libri, prevalentemente su argomenti religiosi riguardanti l'Antico Testamento (Esodo e storicità dei racconti biblici) e il Nuovo Testamento  (morte e risurrezione di Gesù), ma anche sul paranormale religioso e i misteri connessi con le religioni (la Sindone, il velo della Veronica, la reincarnazione, le stigmate, la vita oltre la morte). Wilson è sposato e ha due figli. Dopo avere vissuto a lungo in Inghilterra, nel 1995 si è trasferito con la famiglia a Brisbane in Australia.

## Libri principali
- The Turin Shroud: The Burial Cloth of Jesus Christ?, 1979
- Mind Out of Time?: Reincarnation Claims Investigated, 1981
- All in the Mind: Reincarnation, Hypnotic Regression, Stigmata, Multiple Personality, and Other Little-understood Powers of the Mind, 1982
- Reincarnation?: The Claims Investigated, 1982
- Jesus: The Evidence, Weidenfeld & Nicolson, 1984
- The Exodus Enigma, 1985
- The Evidence of the Shroud, 1986
- The After Death Experience: The Physics of the Non-Physical, 1987
- The Bleeding Mind: An Investigation Into the Mysterious Phenomenon of Stigmata, 1988
- Stigmata: An Investigation into the Mysterious Appearance of Christ's Wounds in Hundreds of People from Medieval Italy to Modern America, 1989
- Superself: The Hidden Powers Within Us, 1989
- Holy Faces, Secret Places: An Amazing Quest for the Face of Jesus, 1991
- The Columbus Myth: Did Men of Bristol Reach America Before Columbus?, 1992
- Undiscovered: The Fascinating World of Undiscovered Places, Graves, Wrecks and Treasure, 1993
- Shakespeare: The Evidence : Unlocking the Mysteries of the Man and His Work, 1994
- In Search of Ghosts, 1995
- Jesus: The Evidence, 2nd ed., London: Weidenfeld & Nicolson, 1996.
- The Blood and the Shroud: New Evidence That the World's Most Sacred Relic Is Real, 1998
- Life After Death: The Evidence, 1998
- The Bible As History, Weidenfeld & Nicolson, 1999
- The Turin Shroud: Unshrouding the Mystery, 2000
- Before the Flood: The Biblical Flood as a Real Event and How It Changed the Course of Civilization, 2002
- John Cabot and the Matthew, 2003
- Nostradamus the Man Behind the Prophecies, 2003
- Lost World of the Kimberley: Extraordinary New Glimpses of Australia's Ice Age Ancestors, 2006
- Murder at Golgotha: A Scientific Investigation into the Last Days of Jesus's Life, His Death, and His Resurrection, 2007
- The Shroud: The 2000-Year-Old Mystery Solved, 2010